# František Tikal
František Tikal (18. července 1933 Včelná – 10. srpna 2008 Praha) byl český hráč ledního a pozemního hokeje, československý reprezentant. V letech 1971–1973 působil jako trenér hokejové Slavie.
Jako hráč ledního hokeje se dvakrát zúčastnil zimních olympijských her (1960 – 4. místo; 1964 – bronz) a v letech 1957–1967 celkem devětkrát mistrovství světa. Dvakrát byl vyhlášen nejlepším obráncem turnaje (1964 a 1965). V letech 1962–1967 byl také kapitánem reprezentace. V nejvyšší československé soutěži působil ve Spartaku Praha.
Byl agentem Státní bezpečnosti s krycím jménem Hokejista.

## Rodina
Jeho bratr Zdeněk Tikal, který koncem 40. let spolu s otcem emigroval, hrál lední hokej za australskou reprezentaci. V roce 1960 proti sobě oba bratři nastoupili v rámci olympijského turnaje ve Squaw Valley. Československo zvítězilo 18:1 a František při naražení na mantinel zlomil nechtěně svému bratrovi ruku. Setkání obou bratrů inspirovalo Otu Pavla k napsání povídky Bratři, která vyšla ve sbírce Plná bedna šampaňského.

## Ocenění
- člen Síně slávy IIHF (2004)
- člen Síně slávy českého hokeje (2010)